# 앙기스토리누스

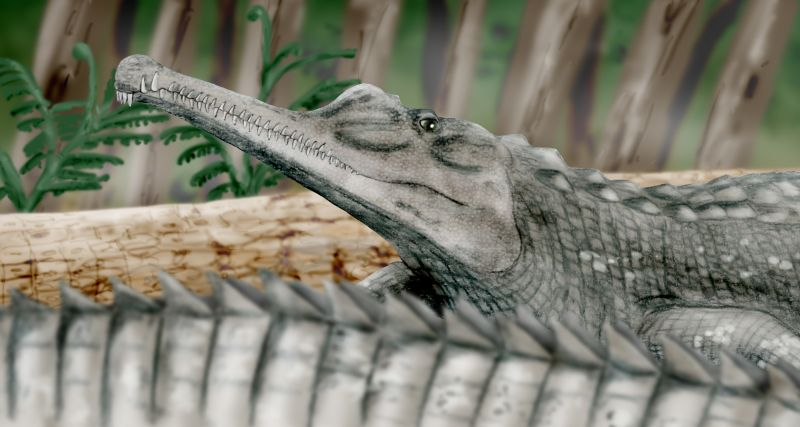

앙기스토리누스(학명:Angistorhinus grandis Mehl)는 악어목 피토사우루스과에 속하는 악어이다. 지금은 멸종된 악어로 몸길이는 4~6m인 거대한 악어에 속한다.

## 특징
앙기스토리누스는 넓은 부분 두개골과 강한 하부턱을 가진 것이 특징이다. 파라수쿠스, 코부르고수쿠스, 오모사우루스, 콤포사우루스, 테르마토사우루스, 벨로돈, 센테모돈, 디안동고수쿠스, 프랑코수쿠스, 헤테로돈토수쿠스, 완니아, 메소리노수쿠스, 팔레옥토누스, 라일리야수쿠스, 수크리온, 아르가나리누스, 에브라초수쿠스, 앵기스터시놉시스, 화산수쿠스, 팔래오사우루스, 아비페스, 알비사우루스, 시카니수쿠스, 스목, 잔클로돈과는 가까운 친적의 관계에 있으며 같은 피토사우루스과의 악어인 파라수쿠스와는 대체적으로 비슷한 특징을 가지지만 차이점으론 콧구멍이 눈을 향해 있고 눈의 위가 더 뒤쪽에 위치해 있다는 것이 파라수쿠스와 달랐던 차이점이다. 이것은 초식성의 먹이도 같이 섭취하는 다른 피토사우루스과의 악어와도 확연히 다른 차이점이 된다. 양턱에는 톱니와 같은 이빨들이 줄지어 나 있으며 이것을 통해 먹이를 자르거나 씹는 용도로 사용했을 것으로 추정이 된다. 먹이로는 당대에 서식하던 물고기, 갑각류와 같은 육식성의 먹이와 양치식물과 같은 채식성의 먹이까지 모두 섭이했을 잡식성의 악어로 추정이 된다.

## 생존시기와 서식지와 화석의 발견
앙기스토리누스가 생존하던 시기는 중생대의 트라이아스기 후기로 지금으로부터 2억년전~1억 8000만년전에 생존했던 악어이다. 생존했던 시기에는 북아메리카를 중심으로 하는 강과 호수에서 주로 서식했던 종이다. 화석의 발견은 1913년에 미국의 고생물학자인 모리스 멜이 미국의 트라이아스기에 형성된 지층에서 처음으로 발견하여 새롭게 명명된 종이다.

## 같이 보기
- 악어
- 중생대
- 트라이아스기
- 파충류
- 화석